# Burretiodendron hsienmu
Burretiodendron hsienmu é uma espécie de angiospérmica da família Tiliaceae.
Apenas pode ser encontrada no seguinte país: China.
Está ameaçada por perda de habitat.